# Réunion interministérielle
Pour les articles homonymes, voir RIM.
Une réunion interministérielle (RIM) est, au sein du gouvernement de la République française, une réunion de coordination du travail gouvernemental à laquelle participent des membres des cabinets ministériels concernés par le sujet à l'ordre du jour. Elle est présidée par le directeur de cabinet du Premier ministre ou l'un de ses collaborateurs.
Les réunions interministérielles donnent lieu à la rédaction d'un relevé de décision appelé « bleu » rédigé par le secrétariat général du gouvernement.

## Nombre
Pour des raisons techniques, il est temporairement impossible d'afficher le graphique qui aurait dû être présenté ici.

Nombre de RIM en 1958, 1975-1984 et 1990-2006.
Le nombre annuel de réunions interministérielles a fortement augmenté depuis 1958, passant d'environ 150 au début de la Ve République à plus de 1 000 depuis les années 1980, dépassant les 1 800 certaines années,.

## Préparation
En 2020, les services du ministère de l'Économie et des Finances ont mis au point une application dénommée BercyRIM permettant de préparer les réunions interministérielles.